# Casquets (espeleotema)
Els casquets, hemisferes, hemisferoides o cúpules d'esferolita (en anglès cave caps) són un tipus d'espeleotema en forma de caputxa, cúpula o semiesfera que es formen en dipositar-se el carbonat de calci de les aigües embassades a les coves sobre els còdols situats als fons, els quals actuen com a motlle. El dipòsit no cobreix completament els còdols per la qual cosa adopten la forma de casquets. Aquests espeleotemes foren descoberts i descrits per primer cop el 1988 a les coves Kreiselhalle-Malakitdom, al nord d'Alemanya.